# Крейн (Індіана)
Крейн (англ. Crane) — місто (англ. town) в США, в окрузі Мартін штату Індіана. Населення — 166 осіб (2020).

## Географія
Крейн розташований за координатами 38°53′40″ пн. ш. 86°54′5″ зх. д. / 38.89444° пн. ш. 86.90139° зх. д. (38.894323, -86.901274).  За даними Бюро перепису населення США в 2010 році місто мало площу 0,31 км², уся площа — суходіл.

## Демографія
Згідно з переписом 2010 року, у місті мешкали 184 особи в 80 домогосподарствах у складі 43 родин. Густота населення становила 601 особа/км².  Було 109 помешкань (356/км²).
Расовий склад населення:
| - 96,7 % — білих - 3,3 % — азіатів |

До двох чи більше рас належало 0,0 %. Частка іспаномовних становила 0,0 % від усіх жителів.
За віковим діапазоном населення розподілялося таким чином: 26,1 % — особи молодші 18 років, 57,6 % — особи у віці 18—64 років, 16,3 % — особи у віці 65 років та старші. Медіана віку мешканця становила 39,4 року. На 100 осіб жіночої статі у місті припадало 93,7 чоловіків;  на 100 жінок у віці від 18 років та старших — 100,0 чоловіків також старших 18 років.
Середній дохід на одне домашнє господарство  становив 41 722 долари США (медіана — 34 583), а середній дохід на одну сім'ю — 41 380 доларів (медіана — 37 500). За межею бідності перебувало 19,5 % осіб, у тому числі 48,3 % дітей у віці до 18 років та 4,3 % осіб у віці 65 років та старших.
Цивільне працевлаштоване населення становило 77 осіб. Основні галузі зайнятості: публічна адміністрація — 16,9 %, виробництво — 15,6 %, роздрібна торгівля — 14,3 %, мистецтво, розваги та відпочинок — 14,3 %.